# Петрила
Петрила или Петрило (на средногръцки: Πετρίλος) е зетски военачалник от XI век, участник в българското въстание на Георги Войтех срещу византийската власт от 1072 година.

## Биография
Петрила е войвода при зетския княз Михаил Воиславлевич. В 1072 година при княз Михаил пристига българска делегация, изпратена от въстаналите българи, начело с Георги Войтех, която иска от зетския княз „да им помогне и съдейства, а също да им даде сина си да го прогласят за цар на българите“. Княз Михаил изпраща сина си Константин Бодин заедно с дружина от 300 души под командването на войводата Петрила. След коронацията на Константин Бодин в Призрен за български цар, разгромяването на византийската войска на Дамян Даласин и падането на Скопие в български ръце, Константин Бодин разделя войската си на две - сам потегля на север към Ниш, а Петрила изпраща на юг. Петрила достига старата българска столица Охрид и лесно го превзема, тъй като стените на града са разрушени от император Василий II, по думите на Скилица „понеже се боял да не би българските царски дворци в Охрид да послужат като голям център за въстание“. Петрила е приет тържествено от охридчани, които признават Константин Бодин за цар. След това Петрила овладява крепостта Девол, където също не среща съпротива, и потегля бързо към Костур. В Костур са събрани местните войводи, лоялни на Империята - охридският стратег Мариан и деволският патриций антипат Теогност Вурдз, заедно с костурския управител и много други бягащи от въстаналите българи. След пристигането на Петрила пред града, ромеите правят ненадеен излаз и разгромяват българската войска, като много българи са убити, а вторият командващ след Петрила е пленен и в окови изпратен на император Михаил VII Дука. Петрила успява са се спаси с бягство и през планините да се върне в Зета при княз Михаил.
Според Васил Златарски „това поражение и разнебитване на южната войска било съдбоносно за цялото въстание“.